# RFC
RFC(Request for Comments) 문서는 비평을 기다리는 문서라는 의미로, 컴퓨터 네트워크 공학 등에서 인터넷 기술에 적용 가능한 새로운 연구, 혁신, 기법 등을 아우르는 메모를 나타낸다.
인터넷 협회(Internet Society)에서 기술자 및 컴퓨터 과학자들은 RFC 메모의 형태로 생각을 출판하게 되며, 이러한 출판의 목적은 자신의 새로운 생각 및 정보에 대해 전문가 비평을 바라는 것, 혹은 그러한 생각을 단순히 전달하는 것이다. 때로는 공학적인 유머를 위해서이기도 하다(만우절 RFC 참조). 인터넷국제표준화기구(IETF)는 일부 RFC를 인터넷 표준으로 받아들이기도 한다.
RFC 편집자는 매 RFC 문서에 일련 번호를 부여한다. 일단 일련 번호를 부여 받고 출판되면, RFC는 절대 폐지되거나 수정되지 않는다. 만약 어떤 RFC 문서가 수정이 필요하다면, 저자는 수정된 문서를 다른 RFC 문서로 다시 출판해야 한다. 그러므로, 일부 RFC는 이전 버전의 RFC를 개선한 문서이며, 이전 버전의 RFC를 무효화하기도 한다. 이러한 덮어쓰는 방식을 통해, 번호 순으로 나열된 일련의 RFC는 인터넷 표준의 역사를 나타내기도 한다.

## 같이 보기
- CfV
- FYI
- 인터넷 표준
- RFC-KR